# Lijst van gemeentelijke monumenten in Berkelland
De gemeente Berkelland telt 206 gemeentelijke monumenten. Hieronder een overzicht. 

## Beltrum
De plaats Beltrum kent 5 gemeentelijke monumenten:
| Object             | Bouwjaar | Architect | Locatie                  | Plaats  | Coördinaten                  | Nr.             | Afbeelding         |
| ------------------ | -------- | --------- | ------------------------ | ------- | ---------------------------- | --------------- | ------------------ |
| R.K. begraafplaats |          |           | Achterom bij 1a          | Beltrum | 52° 4' 7" NB, 6° 33' 44" OL  | 1859/Wikinr.203 | R.K. begraafplaats |
| Schuur             |          |           | Grolseweg 23             | Beltrum | 52° 3' 13" NB, 6° 35' 19" OL | 1859/Wikinr.1   | Schuur             |
| R.K. pastorie      |          |           | Meester Nelissenstr. 14a | Beltrum | 52° 4' 3" NB, 6° 33' 46" OL  | 1859/Wikinr.2   | Meer afbeeldingen  |
| Bijschuur          |          |           | Ringweg bij 24           | Beltrum | 52° 2' 38" NB, 6° 34' 50" OL | 1859/Wikinr.3   | Bijschuur          |
| Boerderij          |          |           | Ringweg 25               | Beltrum | 52° 2' 34" NB, 6° 35' 10" OL | 1859/Wikinr.4   | Boerderij          |

## Borculo
De plaats Borculo kent 13 gemeentelijke monumenten:
| Object                                                           | Bouwjaar  | Architect | Locatie                    | Plaats  | Coördinaten                  | Nr.            | Afbeelding                                                       |
| ---------------------------------------------------------------- | --------- | --------- | -------------------------- | ------- | ---------------------------- | -------------- | ---------------------------------------------------------------- |
| Park De Waterster                                                |           |           | Beltrumseweg               | Borculo | 52° 5' 44" NB, 6° 31' 45" OL | 1859/Wikinr.5  | Park De Waterster                                                |
| Voormalig gemeentehuis Borculo, thans Kristalmuseum              | 1884/1955 |           | Burg. Bloemersstr. 1       | Borculo | 52° 6' 59" NB, 6° 31' 23" OL | 1859/Wikinr.6  | Voormalig gemeentehuis Borculo, thans Kristalmuseum              |
| Adm./magazijngebouw EM De Berkelstreek                           |           |           | Burg. Bloemersstr. 38      | Borculo | 52° 6' 57" NB, 6° 31' 11" OL | 1859/Wikinr.7  | Meer afbeeldingen                                                |
| Oorlogsmonument (WOII)                                           |           |           | Burg. Bloemersstr. t.o. 49 | Borculo | 52° 6' 45" NB, 6° 31' 2" OL  | 1859/Wikinr.8  | Oorlogsmonument (WOII)                                           |
| Woonhuis Utrecht                                                 | 1925      |           | Burg. Bloemersstr. 51      | Borculo | 52° 6' 45" NB, 6° 31' 4" OL  | 1859/Wikinr.9  | Woonhuis Utrecht                                                 |
| Schaapskooi bij boerderij                                        |           |           | Dammerweg 2                | Borculo | 52° 6' 47" NB, 6° 29' 14" OL | 1859/Wikinr.10 | Schaapskooi bij boerderij                                        |
| Algemene en NH begraafplaats                                     |           |           | Deugenweerd bij 7          | Borculo | 52° 7' 4" NB, 6° 31' 11" OL  | 1859/Wikinr.11 | Algemene en NH begraafplaats                                     |
| Boorden rivier de Berkel                                         |           |           | De Berkel                  | Borculo | 52° 6' 55" NB, 6° 31' 13" OL | 1859/Wikinr.12 | Boorden rivier de Berkel                                         |
| Boerderij De Stat                                                |           |           | Heelweg 3                  | Borculo | 52° 5' 15" NB, 6° 31' 59" OL | 1859/Wikinr.13 | Boerderij De Stat                                                |
| Voormalig O.L. school no. 2                                      |           |           | Hofstraat 5                | Borculo | 52° 6' 53" NB, 6° 31' 28" OL | 1859/Wikinr.14 | Voormalig O.L. school no. 2                                      |
| Landhuis "Mijn Rust"                                             |           |           | Ruurloseweg 7              | Borculo | 52° 6' 38" NB, 6° 31' 13" OL | 1859/Wikinr.15 | Landhuis "Mijn Rust"                                             |
| Onze Lieve Vrouw Tenhemelopnemingkerk, pastorie en begraafplaats | 1882      |           | Steenstraat 28             | Borculo | 52° 6' 45" NB, 6° 31' 15" OL | 1859/Wikinr.16 | Onze Lieve Vrouw Tenhemelopnemingkerk, pastorie en begraafplaats |
| Isr. Begraafplaats met metaarhuisje en                           |           |           | Van Coeverdenstraat        | Borculo | 52° 7' 10" NB, 6° 31' 3" OL  | 1859/Wikinr.17 | Isr. Begraafplaats met metaarhuisje en                           |

## Eibergen
De plaats Eibergen kent 38 gemeentelijke monumenten:
| Object                                       | Bouwjaar | Architect | Locatie                      | Plaats   | Coördinaten                  | Nr.            | Afbeelding                                   |
| -------------------------------------------- | -------- | --------- | ---------------------------- | -------- | ---------------------------- | -------------- | -------------------------------------------- |
| Villa Nijhoff                                |          |           | Berkelesch 1-4               | Eibergen | 52° 6' 13" NB, 6° 38' 38" OL | 1859/Wikinr.18 | Villa Nijhoff                                |
| R.K. begraafplaats                           |          |           | Borculoseweg bij 18          | Eibergen | 52° 6' 15" NB, 6° 38' 20" OL | 1859/Wikinr.19 | R.K. begraafplaats                           |
| Algemene Begraafplaats                       |          |           | Borculoseweg bij 20          | Eibergen | 52° 6' 15" NB, 6° 38' 18" OL | 1859/Wikinr.20 | Meer afbeeldingen                            |
| Schoppe Erve De Horst                        |          |           | Borculoseweg 70              | Eibergen | 52° 6' 36" NB, 6° 36' 44" OL | 1859/Wikinr.21 | Meer afbeeldingen                            |
| Boerderij Wansinck (achterhuis)              |          |           | Borculoseweg 78              | Eibergen | 52° 6' 41" NB, 6° 36' 22" OL | 1859/Wikinr.22 | Meer afbeeldingen                            |
| Boerderij Wansinck (voorhuis)                |          |           | Borculoseweg 78a             | Eibergen | 52° 6' 42" NB, 6° 36' 22" OL | 1859/Wikinr.23 | Meer afbeeldingen                            |
| Hallehuisboerderij                           |          |           | Burg. Smitsstraat 2          | Eibergen | 52° 6' 10" NB, 6° 38' 45" OL | 1859/Wikinr.24 | Meer afbeeldingen                            |
| 3 schuren bij boerderij                      |          |           | Groeneweg 2                  | Eibergen | 52° 6' 15" NB, 6° 37' 2" OL  | 1859/Wikinr.25 | 3 schuren bij boerderij                      |
| Café-billard, stalling 't Wapen van Eibergen |          |           | Grotestraat 13-13b           | Eibergen | 52° 6' 10" NB, 6° 39' 1" OL  | 1859/Wikinr.26 | Café-billard, stalling 't Wapen van Eibergen |
| Herenhuis met koetshuis                      |          |           | Grotestraat 41               | Eibergen | 52° 6' 9" NB, 6° 38' 51" OL  | 1859/Wikinr.27 | Herenhuis met koetshuis                      |
| Orgel (in rijksmonument)                     |          |           | Grotestraat 50               | Eibergen | 52° 6' 11" NB, 6° 38' 52" OL | 1859/Wikinr.28 | Meer afbeeldingen                            |
| Orgelkas (in rijksmonument)                  |          |           | Grotestraat 50               | Eibergen | 52° 6' 11" NB, 6° 38' 52" OL | 1859/Wikinr.29 | Meer afbeeldingen                            |
| Woonhuis                                     |          |           | Grotestraat 57               | Eibergen | 52° 6' 10" NB, 6° 38' 47" OL | 1859/Wikinr.30 | Woonhuis                                     |
| Woonhuis                                     |          |           | Grotestraat 59               | Eibergen | 52° 6' 10" NB, 6° 38' 46" OL | 1859/Wikinr.31 | Meer afbeeldingen                            |
| Woonhuis                                     |          |           | Grotestraat 60               | Eibergen | 52° 6' 11" NB, 6° 38' 50" OL | 1859/Wikinr.32 | Woonhuis                                     |
| Woonhuis/ boerderij                          |          |           | Grotestraat 68               | Eibergen | 52° 6' 11" NB, 6° 38' 48" OL | 1859/Wikinr.33 | Meer afbeeldingen                            |
| Boerderij                                    |          |           | Grotestraat 70               | Eibergen | 52° 6' 11" NB, 6° 38' 48" OL | 1859/Wikinr.34 | Meer afbeeldingen                            |
| Villa met theehuis en hekwerk Catharina      |          |           | Grotestraat 97               | Eibergen | 52° 6' 12" NB, 6° 38' 31" OL | 1859/Wikinr.35 | Villa met theehuis en hekwerk Catharina      |
| Villa Hummelsweide                           |          |           | Grotestraat 126              | Eibergen | 52° 6' 14" NB, 6° 38' 31" OL | 1859/Wikinr.36 | Villa Hummelsweide                           |
| Museumboerderij de Vuurrever                 |          |           | Hagen 24                     | Eibergen | 52° 6' 8" NB, 6° 38' 51" OL  | 1859/Wikinr.37 | Museumboerderij de Vuurrever                 |
| Woonhuis De Hemsteâ                          |          |           | Hemstea 17                   | Eibergen | 52° 6' 7" NB, 6° 39' 23" OL  | 1859/Wikinr.38 | Woonhuis De Hemsteâ                          |
| Boerderij                                    |          |           | Hupselse Dwarsweg 5          | Eibergen | 52° 5' 0" NB, 6° 37' 46" OL  | 1859/Wikinr.39 | Boerderij                                    |
| Boerderij De Scholte                         |          |           | Hupselse Esweg 3             | Eibergen | 52° 4' 31" NB, 6° 37' 26" OL | 1859/Wikinr.40 | Boerderij De Scholte                         |
| Stalling 't Wapen van Eibergen               |          |           | J.W. Hagemanstraat 2-2a      | Eibergen | 52° 6' 10" NB, 6° 39' 3" OL  | 1859/Wikinr.41 | Stalling 't Wapen van Eibergen               |
| Woonhuis                                     |          |           | J.W. Hagemanstraat 61        | Eibergen | 52° 5' 59" NB, 6° 39' 7" OL  | 1859/Wikinr.42 | Woonhuis                                     |
| Woonhuis                                     |          |           | J.W. Hagemanstraat 76        | Eibergen | 52° 5' 52" NB, 6° 39' 10" OL | 1859/Wikinr.43 | Woonhuis                                     |
| Landarbeiderswoning                          |          |           | Kerkstraat 43                | Eibergen | 52° 6' 4" NB, 6° 38' 40" OL  | 1859/Wikinr.44 | Landarbeiderswoning                          |
| Boerderij Klein Kormelink                    |          |           | Kormelinkweg 11              | Eibergen | 52° 5' 23" NB, 6° 36' 43" OL | 1859/Wikinr.45 | Boerderij Klein Kormelink                    |
| Boerderij t Hulshof                          |          |           | Lintveldseweg 12             | Eibergen | 52° 5' 38" NB, 6° 35' 55" OL | 1859/Wikinr.46 | Meer afbeeldingen                            |
| Boerderijcomplex Koning                      |          |           | Looweg 4                     | Eibergen | 52° 6' 21" NB, 6° 40' 21" OL | 1859/Wikinr.47 | Boerderijcomplex Koning                      |
| Zondagsschooltje                             |          |           | Looweg 6                     | Eibergen | 52° 6' 24" NB, 6° 40' 26" OL | 1859/Wikinr.48 | Zondagsschooltje                             |
| Boerderij                                    |          |           | Looweg 8                     | Eibergen | 52° 6' 24" NB, 6° 40' 27" OL | 1859/Wikinr.49 | Boerderij                                    |
| Boerderij Veldkamp                           |          |           | Mallumse Molenweg 116        | Eibergen | 52° 6' 26" NB, 6° 39' 55" OL | 1859/Wikinr.50 | Boerderij Veldkamp                           |
| Woonhuis dubbel woonhuis                     |          |           | Prins Bernhardstraat 1a-3    | Eibergen | 52° 5' 56" NB, 6° 39' 4" OL  | 1859/Wikinr.51 | Woonhuis dubbel woonhuis                     |
| Transformatorhuisje EMB                      |          |           | Prins Bernhardstraat t.o. 1a | Eibergen | 52° 5' 56" NB, 6° 39' 4" OL  | 1859/Wikinr.52 | Transformatorhuisje EMB                      |
| Israelitische begraafplaats met metaarhuisje |          |           | Rekkense Binnenwg t.o. 3a    | Eibergen | 52° 6' 23" NB, 6° 39' 17" OL | 1859/Wikinr.53 | Israelitische begraafplaats met metaarhuisje |
| Keuterboerderij                              |          |           | Rekkense Binnenwg bij 3      | Eibergen | 52° 6' 29" NB, 6° 39' 17" OL | 1859/Wikinr.54 | Keuterboerderij                              |
| Voormalig kantoor steenfabriek De Goede Hoop |          |           | Vredenseweg 12               | Eibergen | 52° 3' 12" NB, 6° 40' 29" OL | 1859/Wikinr.55 | Voormalig kantoor steenfabriek De Goede Hoop |

## Geesteren
De plaats Geesteren kent 10 gemeentelijke monumenten:
| Object                          | Bouwjaar | Architect | Locatie          | Plaats    | Coördinaten                  | Nr.            | Afbeelding                      |
| ------------------------------- | -------- | --------- | ---------------- | --------- | ---------------------------- | -------------- | ------------------------------- |
| T-boerderij met schuur Weenk    |          |           | Boerenesweg 4    | Geesteren | 52° 9' 11" NB, 6° 30' 56" OL | 1859/Wikinr.56 | T-boerderij met schuur Weenk    |
| T-boerderij met winkel          |          |           | Brinkweg 2-4     | Geesteren | 52° 8' 18" NB, 6° 31' 27" OL | 1859/Wikinr.57 | T-boerderij met winkel          |
| Driebeukige hallenhuisboerderij |          |           | Brinkweg 6       | Geesteren | 52° 8' 17" NB, 6° 31' 28" OL | 1859/Wikinr.58 | Driebeukige hallenhuisboerderij |
| Brandspuithuisje                |          |           | Brinkweg 6a      | Geesteren | 52° 8' 17" NB, 6° 31' 29" OL | 1859/Wikinr.59 | Brandspuithuisje                |
| Vierroedige hooiberg            |          |           | Horstweg bij 2   | Geesteren | 52° 9' 10" NB, 6° 31' 12" OL | 1859/Wikinr.60 | Vierroedige hooiberg            |
| Hallehuisboerderij Boer Jan     |          |           | Horstweg 6       | Geesteren | 52° 9' 12" NB, 6° 31' 5" OL  | 1859/Wikinr.61 | Hallehuisboerderij Boer Jan     |
| Hallehuisboerderij Nijhof       |          |           | Horstweg 9       | Geesteren | 52° 9' 16" NB, 6° 30' 48" OL | 1859/Wikinr.62 | Hallehuisboerderij Nijhof       |
| T-huisboerderij Dave            |          |           | Needse Tolweg 13 | Geesteren | 52° 7' 58" NB, 6° 33' 14" OL | 1859/Wikinr.63 | T-huisboerderij Dave            |
| Pastorie NH kerk                |          |           | Pastorieweg 20   | Geesteren | 52° 8' 17" NB, 6° 31' 49" OL | 1859/Wikinr.64 | Pastorie NH kerk                |
| T-huisboerderij Dorpzicht       |          |           | Velsweg 1        | Geesteren | 52° 8' 19" NB, 6° 32' 8" OL  | 1859/Wikinr.65 | T-huisboerderij Dorpzicht       |

## Gelselaar
De plaats Gelselaar kent 12 gemeentelijke monumenten:
| Object                              | Bouwjaar | Architect | Locatie                  | Plaats    | Coördinaten                   | Nr.            | Afbeelding                          |
| ----------------------------------- | -------- | --------- | ------------------------ | --------- | ----------------------------- | -------------- | ----------------------------------- |
| T-boerderij De Nieuwe Renger        |          |           | Boshoek 2                | Gelselaar | 52° 9' 17" NB, 6° 32' 1" OL   | 1859/Wikinr.66 | T-boerderij De Nieuwe Renger        |
| Tuinhek pastorie'                   |          |           | Dorpsstraat 18           | Gelselaar | 52° 10' 6" NB, 6° 31' 32" OL  | 1859/Wikinr.67 | Tuinhek pastorie'                   |
| T-boerderij Heuver                  |          |           | Dorpsstraat 21           | Gelselaar | 52° 10' 2" NB, 6° 31' 32" OL  | 1859/Wikinr.68 | T-boerderij Heuver                  |
| Smederij/winkel/T-boerderij         |          |           | Dorpsstraat 35-37        | Gelselaar | 52° 10' 6" NB, 6° 31' 31" OL  | 1859/Wikinr.69 | Smederij/winkel/T-boerderij         |
| Boerderij met schuur                |          |           | Dorpsstraat 43           | Gelselaar | 52° 10' 8" NB, 6° 31' 29" OL  | 1859/Wikinr.70 | Boerderij met schuur                |
| NK kerk met kerkhof                 |          |           | Driessenweg 10           | Gelselaar | 52° 10' 8" NB, 6° 31' 25" OL  | 1859/Wikinr.71 | NK kerk met kerkhof                 |
| Schuur bij boerderij “De Wolter”    |          |           | Goordijk 4               | Gelselaar | 52° 10' 47" NB, 6° 31' 45" OL | 1859/Wikinr.72 | Schuur bij boerderij “De Wolter”    |
| Boerderij De Wolter met schuren en  |          |           | Goordijk 5               | Gelselaar | 52° 10' 46" NB, 6° 31' 44" OL | 1859/Wikinr.73 | Boerderij De Wolter met schuren en  |
| Transformatorhuisje EMB             |          |           | Pierinkdijk 1            | Gelselaar | 52° 10' 10" NB, 6° 31' 40" OL | 1859/Wikinr.74 | Transformatorhuisje EMB             |
| Krukhuisboerderijcomplex Schothorst |          |           | Schothorstweg 3          | Gelselaar | 52° 9' 43" NB, 6° 30' 57" OL  | 1859/Wikinr.75 | Krukhuisboerderijcomplex Schothorst |
| Boerderij                           |          |           | Van Bevervoordestraat 8  | Gelselaar | 52° 10' 9" NB, 6° 31' 34" OL  | 1859/Wikinr.76 | Boerderij                           |
| Molenaarswoning/boerderij           |          |           | Van Bevervoordestraat 31 | Gelselaar | 52° 10' 11" NB, 6° 31' 20" OL | 1859/Wikinr.77 | Molenaarswoning/boerderij           |

## Haarlo
De plaats Haarlo kent 2 gemeentelijke monumenten:
| Object           | Bouwjaar | Architect | Locatie          | Plaats | Coördinaten                  | Nr.            | Afbeelding       |
| ---------------- | -------- | --------- | ---------------- | ------ | ---------------------------- | -------------- | ---------------- |
| Pastorie NH kerk |          |           | Eibergseweg 4    | Haarlo | 52° 6' 44" NB, 6° 34' 53" OL | 1859/Wikinr.78 | Pastorie NH kerk |
| Grenspaal        |          |           | Oude Eibergseweg | Haarlo | 52° 5' 53" NB, 6° 35' 31" OL | 1859/Wikinr.79 | Grenspaal        |

## Neede
De plaats Neede kent 60 gemeentelijke monumenten:
| Object                                   | Bouwjaar | Architect    | Locatie                | Plaats | Coördinaten                  | Nr.             | Afbeelding                               |
| ---------------------------------------- | -------- | ------------ | ---------------------- | ------ | ---------------------------- | --------------- | ---------------------------------------- |
| Smederij                                 |          |              | Borculoseweg 4         | Neede  | 52° 8' 7" NB, 6° 36' 39" OL  | 1859/Wikinr.80  | Smederij                                 |
| Woning                                   |          |              | Borculoseweg 6         | Neede  | 52° 8' 7" NB, 6° 36' 39" OL  | 1859/Wikinr.81  | Woning                                   |
| Olde Haar                                |          |              | Borculoseweg 33 -33u   | Neede  | 52° 8' 5" NB, 6° 36' 29" OL  | 1859/Wikinr.82  | Olde Haar                                |
| Villa “Reefhorst”, koetshuis en tuin     |          |              | Eibergseweg 18         | Neede  | 52° 7' 42" NB, 6° 37' 6" OL  | 1859/Wikinr.83  | Villa “Reefhorst”, koetshuis en tuin     |
| Spoorbrug lijn Neede-Borculo             |          |              | Giffelerweg bij 9      | Neede  | 52° 7' 29" NB, 6° 35' 37" OL | 1859/Wikinr.84  | Spoorbrug lijn Neede-Borculo             |
| Begraafplaats “Rozenkamp”                |          |              | Haaksbergseweg 17      | Neede  | 52° 8' 2" NB, 6° 37' 8" OL   | 1859/Wikinr.85  | Begraafplaats “Rozenkamp”                |
| Cycloonbank                              | 1928     | D. Markerink | Haaksbergseweg t.o. 42 | Neede  | 52° 8' 3" NB, 6° 37' 14" OL  | 1859/Wikinr.86  | Cycloonbank                              |
| Boerderij De Krebberieje                 |          |              | Horstmanweg 2          | Neede  | 52° 9' 30" NB, 6° 35' 39" OL | 1859/Wikinr.87  | Boerderij De Krebberieje                 |
| Pastorie                                 |          |              | Nieuwstraat 2          | Neede  | 52° 7' 54" NB, 6° 36' 51" OL | 1859/Wikinr.88  | Pastorie                                 |
| Helft dubbel woonhuis                    |          |              | Nieuwstraat 26         | Neede  | 52° 7' 56" NB, 6° 36' 58" OL | 1859/Wikinr.89  | Helft dubbel woonhuis                    |
| Helft dubbel woonhuis                    |          |              | Nieuwstraat 28         | Neede  | 52° 7' 56" NB, 6° 36' 58" OL | 1859/Wikinr.90  | Helft dubbel woonhuis                    |
| Villa voormalig Gemeentehuis             |          |              | Oudestraat 23          | Neede  | 52° 7' 55" NB, 6° 36' 46" OL | 1859/Wikinr.91  | Villa voormalig Gemeentehuis             |
| Woning                                   |          |              | Oudestraat 26          | Neede  | 52° 7' 57" NB, 6° 36' 46" OL | 1859/Wikinr.92  | Woning                                   |
| Boerderij/schuur Huize de Kamp           |          |              | Peppelendijk 8         | Neede  | 52° 7' 41" NB, 6° 36' 23" OL | 1859/Wikinr.93  | Boerderij/schuur Huize de Kamp           |
| Arbeiderswoning in complex               |          |              | Ruwenhofstraat 10      | Neede  | 52° 8' 7" NB, 6° 36' 48" OL  | 1859/Wikinr.94  | Arbeiderswoning in complex               |
| Arbeiderswoning in complex               |          |              | Ruwenhofstraat 12      | Neede  | 52° 8' 7" NB, 6° 36' 48" OL  | 1859/Wikinr.95  | Arbeiderswoning in complex               |
| Arbeiderswoning in complex               |          |              | Ruwenhofstraat 14      | Neede  | 52° 8' 7" NB, 6° 36' 49" OL  | 1859/Wikinr.96  | Arbeiderswoning in complex               |
| Arbeiderswoning in complex               |          |              | Ruwenhofstraat 16      | Neede  | 52° 8' 7" NB, 6° 36' 49" OL  | 1859/Wikinr.97  | Arbeiderswoning in complex               |
| Woonhuis met timmerbedrijf               |          |              | Ruwenhofstraat 25      | Neede  | 52° 8' 10" NB, 6° 36' 54" OL | 1859/Wikinr.98  | Woonhuis met timmerbedrijf               |
| Voormalig onderwijzerswoning             |          |              | Schoolweg 9            | Neede  | 52° 8' 48" NB, 6° 34' 25" OL | 1859/Wikinr.99  | Voormalig onderwijzerswoning             |
| Voormalig lagere school “De Oale Schole” |          |              | Schoolweg 11           | Neede  | 52° 8' 50" NB, 6° 34' 26" OL | 1859/Wikinr.100 | Voormalig lagere school “De Oale Schole” |
| Voormalig bovenmeesterswoning            |          |              | Stationsweg 4          | Neede  | 52° 7' 50" NB, 6° 36' 47" OL | 1859/Wikinr.101 | Voormalig bovenmeesterswoning            |
| Villa “De Haverij”                       |          |              | Stationsweg 6          | Neede  | 52° 7' 50" NB, 6° 36' 48" OL | 1859/Wikinr.102 | Villa “De Haverij”                       |
| Villa De Bleekenesch                     |          |              | Stationsweg 8          | Neede  | 52° 7' 9" NB, 6° 31' 33" OL  | 1859/Wikinr.103 | Villa De Bleekenesch                     |
| Transformatorhuisje                      |          |              | Stationsweg 25         | Neede  | 52° 7' 47" NB, 6° 37' 4" OL  | 1859/Wikinr.104 | Transformatorhuisje                      |
| Boerderij “Potjanshoes”                  |          |              | Visschemorsdijk 1-12   | Neede  | 52° 8' 29" NB, 6° 37' 20" OL | 1859/Wikinr.105 | Boerderij “Potjanshoes”                  |
| Fabr.schoorsteen Ter Weeme               |          |              | Weemerhof t.o. 28      | Neede  | 52° 7' 50" NB, 6° 37' 17" OL | 1859/Wikinr.106 | Fabr.schoorsteen Ter Weeme               |
| Arbeiderswoning A in complex             |          |              | Wilhelminastraat 16    | Neede  | 52° 8' 1" NB, 6° 36' 50" OL  | 1859/Wikinr.107 | Arbeiderswoning A in complex             |
| Arbeiderswoning A in complex             |          |              | Wilhelminastraat 18    | Neede  | 52° 8' 2" NB, 6° 36' 50" OL  | 1859/Wikinr.108 | Arbeiderswoning A in complex             |
| Arbeiderswoning B in complex             |          |              | Wilhelminastraat 20    | Neede  | 52° 8' 2" NB, 6° 36' 50" OL  | 1859/Wikinr.109 | Arbeiderswoning B in complex             |
| Arbeiderswoning B in complex             |          |              | Wilhelminastraat 22    | Neede  | 52° 8' 2" NB, 6° 36' 50" OL  | 1859/Wikinr.110 | Arbeiderswoning B in complex             |
| Arbeiderswoning A in complex             |          |              | Wilhelminastraat 24    | Neede  | 52° 8' 3" NB, 6° 36' 49" OL  | 1859/Wikinr.111 | Arbeiderswoning A in complex             |
| Arbeiderswoning A in complex             |          |              | Wilhelminastraat 26    | Neede  | 52° 8' 3" NB, 6° 36' 49" OL  | 1859/Wikinr.112 | Arbeiderswoning A in complex             |
| Arbeiderswoning F in complex             |          |              | Wilhelminastraat 28    | Neede  | 52° 8' 4" NB, 6° 36' 49" OL  | 1859/Wikinr.113 | Arbeiderswoning F in complex             |
| Arbeiderswoning F in complex             |          |              | Wilhelminastraat 30    | Neede  | 52° 8' 4" NB, 6° 36' 49" OL  | 1859/Wikinr.114 | Arbeiderswoning F in complex             |
| Arbeiderswoning H in complex             |          |              | Wilhelminastraat 32    | Neede  | 52° 8' 4" NB, 6° 36' 49" OL  | 1859/Wikinr.115 | Arbeiderswoning H in complex             |
| Arbeiderswoning H in complex             |          |              | Wilhelminastraat 34    | Neede  | 52° 8' 4" NB, 6° 36' 49" OL  | 1859/Wikinr.116 | Arbeiderswoning H in complex             |
| Arbeiderswoning F in complex             |          |              | Wilhelminastraat 36    | Neede  | 52° 8' 5" NB, 6° 36' 49" OL  | 1859/Wikinr.117 | Arbeiderswoning F in complex             |
| Arbeiderswoning F in complex             |          |              | Wilhelminastraat 38    | Neede  | 52° 8' 5" NB, 6° 36' 49" OL  | 1859/Wikinr.118 | Arbeiderswoning F in complex             |
| Arbeiderswoning H in complex             |          |              | Wilhelminastraat 40    | Neede  | 52° 8' 5" NB, 6° 36' 49" OL  | 1859/Wikinr.119 | Arbeiderswoning H in complex             |
| Arbeiderswoning H in complex             |          |              | Wilhelminastraat 42    | Neede  | 52° 8' 5" NB, 6° 36' 49" OL  | 1859/Wikinr.120 | Arbeiderswoning H in complex             |
| Arbeiderswoning F in complex             |          |              | Wilhelminastraat 44    | Neede  | 52° 8' 5" NB, 6° 36' 49" OL  | 1859/Wikinr.121 | Arbeiderswoning F in complex             |
| Arbeiderswoning F in complex             |          |              | Wilhelminastraat 46    | Neede  | 52° 8' 6" NB, 6° 36' 48" OL  | 1859/Wikinr.122 | Arbeiderswoning F in complex             |
| Arbeiderswoning G in complex             |          |              | Wilhelminastraat 48    | Neede  | 52° 8' 6" NB, 6° 36' 49" OL  | 1859/Wikinr.123 | Arbeiderswoning G in complex             |
| Arbeiderswoning G in complex             |          |              | Wilhelminastraat 50    | Neede  | 52° 8' 6" NB, 6° 36' 49" OL  | 1859/Wikinr.124 | Arbeiderswoning G in complex             |
| Arbeiderswoning G in complex             |          |              | Wilhelminastraat 52    | Neede  | 52° 8' 6" NB, 6° 36' 48" OL  | 1859/Wikinr.125 | Arbeiderswoning G in complex             |
| Arbeiderswoning C in complex             |          |              | Wilhelminastraat 25    | Neede  | 52° 8' 2" NB, 6° 36' 49" OL  | 1859/Wikinr.126 | Arbeiderswoning C in complex             |
| Arbeiderswoning C in complex             |          |              | Wilhelminastraat 27    | Neede  | 52° 8' 2" NB, 6° 36' 49" OL  | 1859/Wikinr.127 | Arbeiderswoning C in complex             |
| Arbeiderswoning D in complex             |          |              | Wilhelminastraat 29    | Neede  | 52° 8' 3" NB, 6° 36' 48" OL  | 1859/Wikinr.128 | Arbeiderswoning D in complex             |
| Arbeiderswoning D in complex             |          |              | Wilhelminastraat 31    | Neede  | 52° 8' 3" NB, 6° 36' 48" OL  | 1859/Wikinr.129 | Arbeiderswoning D in complex             |
| Arbeiderswoning C in complex             |          |              | Wilhelminastraat 33    | Neede  | 52° 8' 4" NB, 6° 36' 48" OL  | 1859/Wikinr.130 | Arbeiderswoning C in complex             |
| Arbeiderswoning C in complex             |          |              | Wilhelminastraat 35    | Neede  | 52° 8' 4" NB, 6° 36' 48" OL  | 1859/Wikinr.131 | Arbeiderswoning C in complex             |
| Arbeiderswoning F in complex             |          |              | Wilhelminastraat 37    | Neede  | 52° 8' 4" NB, 6° 36' 48" OL  | 1859/Wikinr.132 | Arbeiderswoning F in complex             |
| Arbeiderswoning F in complex             |          |              | Wilhelminastraat 39    | Neede  | 52° 8' 4" NB, 6° 36' 48" OL  | 1859/Wikinr.133 | Arbeiderswoning F in complex             |
| Arbeiderswoning F in complex             |          |              | Wilhelminastraat 41    | Neede  | 52° 8' 5" NB, 6° 36' 48" OL  | 1859/Wikinr.134 | Arbeiderswoning F in complex             |
| Arbeiderswoning F in complex             |          |              | Wilhelminastraat 43    | Neede  | 52° 8' 5" NB, 6° 36' 48" OL  | 1859/Wikinr.135 | Arbeiderswoning F in complex             |
| Arbeiderswoning F in complex             |          |              | Wilhelminastraat 45    | Neede  | 52° 8' 5" NB, 6° 36' 47" OL  | 1859/Wikinr.136 | Arbeiderswoning F in complex             |
| Arbeiderswoning F in complex             |          |              | Wilhelminastraat 47    | Neede  | 52° 8' 5" NB, 6° 36' 47" OL  | 1859/Wikinr.137 | Arbeiderswoning F in complex             |
| Arbeiderswoning F in complex             |          |              | Wilhelminastraat 49    | Neede  | 52° 8' 6" NB, 6° 36' 47" OL  | 1859/Wikinr.138 | Arbeiderswoning F in complex             |
| Arbeiderswoning F in complex             |          |              | Wilhelminastraat 51    | Neede  | 52° 8' 6" NB, 6° 36' 47" OL  | 1859/Wikinr.139 | Arbeiderswoning F in complex             |

## Rekken
De plaats Rekken kent 13 gemeentelijke monumenten:
| Object                          | Bouwjaar | Architect | Locatie               | Plaats | Coördinaten                  | Nr.             | Afbeelding                      |
| ------------------------------- | -------- | --------- | --------------------- | ------ | ---------------------------- | --------------- | ------------------------------- |
| Boerderij De Olde Woerd         |          |           | Apedijk 12            | Rekken | 52° 5' 43" NB, 6° 42' 1" OL  | 1859/Wikinr.140 | Boerderij De Olde Woerd         |
| T-boerderij                     |          |           | Apedijk 13            | Rekken | 52° 5' 37" NB, 6° 42' 35" OL | 1859/Wikinr.141 | T-boerderij                     |
| Boerderij                       |          |           | Den Borgweg 1         | Rekken | 52° 5' 46" NB, 6° 43' 25" OL | 1859/Wikinr.142 | Boerderij                       |
| Boerderij De Olde Kuper         |          |           | Havelandweg 8         | Rekken | 52° 6' 14" NB, 6° 42' 49" OL | 1859/Wikinr.143 | Boerderij De Olde Kuper         |
| Schuur bij boerderij De Hölter  |          |           | Hölterweg 17          | Rekken | 52° 5' 55" NB, 6° 43' 39" OL | 1859/Wikinr.144 | Schuur bij boerderij De Hölter  |
|                                 |          |           | Lindevoort 14         | Rekken | 52° 5' 36" NB, 6° 43' 24" OL | 1859/Wikinr.145 |                                 |
| Voormalig Openbare School       |          |           | Lindevoort 22-22a     | Rekken | 52° 5' 39" NB, 6° 43' 25" OL | 1859/Wikinr.146 | Voormalig Openbare School       |
| Bijschuur bij rijksmonument     |          |           | Rekkense Binnenweg 39 | Rekken | 52° 6' 16" NB, 6° 42' 53" OL | 1859/Wikinr.147 | Bijschuur bij rijksmonument     |
| Boerderijcomplex Bumpthuis      |          |           | Rekkense Binnenweg 43 | Rekken | 52° 6' 2" NB, 6° 43' 14" OL  | 1859/Wikinr.148 | Boerderijcomplex Bumpthuis      |
| Pastorie R.K. Kerk              |          |           | Rekkenseweg 40        | Rekken | 52° 5' 33" NB, 6° 42' 52" OL | 1859/Wikinr.149 | Pastorie R.K. Kerk              |
| R.K. kerk Martelaren van Gorcum |          |           | Rekkenseweg 42        | Rekken | 52° 5' 34" NB, 6° 42' 53" OL | 1859/Wikinr.150 | R.K. kerk Martelaren van Gorcum |
| Kerkemeijer                     |          |           | Rekkenseweg 44-46     | Rekken | 52° 5' 35" NB, 6° 42' 53" OL | 1859/Wikinr.151 | Kerkemeijer                     |
| Boerderij Groot Koordes         |          |           | Zuid Rekkenseweg 14   | Rekken | 52° 5' 20" NB, 6° 42' 21" OL | 1859/Wikinr.152 | Boerderij Groot Koordes         |

## Ruurlo
De plaats Ruurlo kent 50 gemeentelijke monumenten:
| Object                                  | Bouwjaar | Architect | Locatie               | Plaats | Coördinaten                  | Nr.             | Afbeelding                              |
| --------------------------------------- | -------- | --------- | --------------------- | ------ | ---------------------------- | --------------- | --------------------------------------- |
| NH-kapel met predikantenwoning          | 1885     |           | Barchemseweg 10 en 12 | Ruurlo | 52° 5' 22" NB, 6° 26' 58" OL | 1859/Wikinr.153 | NH-kapel met predikantenwoning          |
| Landhuis t Rijkenbarg                   |          |           | Barchemseweg 69       | Ruurlo | 52° 5' 54" NB, 6° 27' 7" OL  | 1859/Wikinr.154 | Upload foto                             |
| Woonhuis Dennenoord                     |          |           | Barchemseweg 86       | Ruurlo | 52° 5' 51" NB, 6° 26' 57" OL | 1859/Wikinr.155 | Woonhuis Dennenoord                     |
| Hallehuisboerderij De Geck              |          |           | Batsdijk 2-2a         | Ruurlo | 52° 4' 21" NB, 6° 27' 9" OL  | 1859/Wikinr.156 | Hallehuisboerderij De Geck              |
| Hallehuisboerderij De Klooster          |          |           | Batsdijk 4            | Ruurlo | 52° 4' 11" NB, 6° 27' 18" OL | 1859/Wikinr.157 | Hallehuisboerderij De Klooster          |
| Hallehuisboerderij Voshaar              |          |           | Batsdijk 10           | Ruurlo | 52° 4' 5" NB, 6° 27' 22" OL  | 1859/Wikinr.158 | Hallehuisboerderij Voshaar              |
| Hallehuisboerderij Voshaar              |          |           | Batsdijk 12           | Ruurlo | 52° 4' 4" NB, 6° 27' 23" OL  | 1859/Wikinr.159 | Hallehuisboerderij Voshaar              |
| Historische Kroezeboom                  |          |           | Borculoseweg bij 11   | Ruurlo | 52° 5' 17" NB, 6° 27' 4" OL  | 1859/Wikinr.160 | Historische Kroezeboom                  |
| Begraafplaats                           |          |           | Borculoseweg 73       | Ruurlo | 52° 5' 28" NB, 6° 27' 47" OL | 1859/Wikinr.161 | Begraafplaats                           |
| Boerderij/woning Schoolhoeve            |          |           | Boskapelweg 4         | Ruurlo | 52° 3' 14" NB, 6° 25' 40" OL | 1859/Wikinr.162 | Boerderij/woning Schoolhoeve            |
| School Boskapel                         |          |           | Boskapelweg 6         | Ruurlo | 52° 3' 11" NB, 6° 25' 50" OL | 1859/Wikinr.163 | School Boskapel                         |
| Dubbele woning Dennenzicht              |          |           | Dennendiekske 2       | Ruurlo | 52° 5' 22" NB, 6° 25' 5" OL  | 1859/Wikinr.164 | Dubbele woning Dennenzicht              |
| Woonhuis                                |          |           | Domineesteeg 18       | Ruurlo | 52° 5' 5" NB, 6° 27' 4" OL   | 1859/Wikinr.165 | Woonhuis                                |
| Woonhuis                                |          |           | Domineesteeg 20       | Ruurlo | 52° 5' 4" NB, 6° 27' 4" OL   | 1859/Wikinr.166 | Woonhuis                                |
| Gedenkbank voor Elias Cornelis Scholten |          |           | Domineesteeg          | Ruurlo | 52° 5' 4" NB, 6° 27' 3" OL   | 1859/Wikinr.167 | Gedenkbank voor Elias Cornelis Scholten |
| Muziekkoepel                            |          |           | Domineesteeg          | Ruurlo | 52° 5' 6" NB, 6° 27' 2" OL   | 1859/Wikinr.168 | Muziekkoepel                            |
| Hotel, café, restaurant Avenarius       |          |           | Dorpsstraat 2         | Ruurlo | 52° 5' 4" NB, 6° 26' 56" OL  | 1859/Wikinr.169 | Hotel, café, restaurant Avenarius       |
| Rentmeesterswoning                      |          |           | Dorpsstraat 12        | Ruurlo | 52° 5' 7" NB, 6° 26' 57" OL  | 1859/Wikinr.170 | Rentmeesterswoning                      |
| Woonhuis                                |          |           | Dorpsstraat 25        | Ruurlo | 52° 5' 13" NB, 6° 26' 57" OL | 1859/Wikinr.171 | Woonhuis                                |
| Boerderij                               |          |           | Elzeboomweg 8         | Ruurlo | 52° 3' 9" NB, 6° 26' 10" OL  | 1859/Wikinr.172 | Boerderij                               |
| Boerderij Nieuw Forme                   |          |           | Formerhoekweg 2       | Ruurlo | 52° 4' 57" NB, 6° 24' 49" OL | 1859/Wikinr.173 | Boerderij Nieuw Forme                   |
| RK St. Willibrorduskerk                 |          |           | Groenloseweg 1        | Ruurlo | 52° 5' 2" NB, 6° 27' 3" OL   | 1859/Wikinr.174 | RK St. Willibrorduskerk                 |
| RK pastorie                             |          |           | Groenloseweg 3        | Ruurlo | 52° 5' 1" NB, 6° 27' 3" OL   | 1859/Wikinr.175 | RK pastorie                             |
| Villa/rentm.woning Drosera              |          |           | Groenloseweg 2        | Ruurlo | 52° 5' 5" NB, 6° 26' 59" OL  | 1859/Wikinr.176 | Villa/rentm.woning Drosera              |
| Villa/rentmeesterswoning                |          |           | Groenloseweg 4        | Ruurlo | 52° 5' 5" NB, 6° 27' 0" OL   | 1859/Wikinr.177 | Villa/rentmeesterswoning                |
| Herstellingsoord, kantoor               |          |           | Groenloseweg 7        | Ruurlo | 52° 5' 0" NB, 6° 27' 9" OL   | 1859/Wikinr.178 | Herstellingsoord, kantoor               |
| Herstellingsoord, kantoor               |          |           | Groenloseweg 7a       | Ruurlo | 52° 5' 0" NB, 6° 27' 9" OL   | 1859/Wikinr.179 | Herstellingsoord, kantoor               |
| Villa Roderlo                           |          |           | Groenloseweg 12       | Ruurlo | 52° 5' 0" NB, 6° 27' 12" OL  | 1859/Wikinr.180 | Villa Roderlo                           |
| Villa Hipericum                         |          |           | Groenloseweg 14 -16   | Ruurlo | 52° 4' 60" NB, 6° 27' 13" OL | 1859/Wikinr.181 | Villa Hipericum                         |
| Hallehuisboerderij                      |          |           | Haarweg 4             | Ruurlo | 52° 4' 18" NB, 6° 26' 31" OL | 1859/Wikinr.182 | Hallehuisboerderij                      |
| Boerderij Kerkwijk                      |          |           | Haarweg 6             | Ruurlo | 52° 3' 52" NB, 6° 26' 30" OL | 1859/Wikinr.183 | Upload foto                             |
| Boerderij De Hoop                       |          |           | Hengeloseweg 4        | Ruurlo | 52° 4' 33" NB, 6° 24' 55" OL | 1859/Wikinr.184 | Boerderij De Hoop                       |
| Dubbel woonhuis Wissinkpas              |          |           | Houtwal 3-5           | Ruurlo | 52° 4' 48" NB, 6° 27' 1" OL  | 1859/Wikinr.185 | Dubbel woonhuis Wissinkpas              |
| Woonhuis / bedrijfspand Kleine Wissink  |          |           | Houtwal 7             | Ruurlo | 52° 4' 46" NB, 6° 27' 4" OL  | 1859/Wikinr.186 | Woonhuis / bedrijfspand Kleine Wissink  |
| Boerderij Saoleman                      |          |           | Höfteweg 3            | Ruurlo | 52° 5' 51" NB, 6° 28' 6" OL  | 1859/Wikinr.187 | Boerderij Saoleman                      |
| Voormalig postkantoor                   |          |           | Julianaplein 8        | Ruurlo | 52° 5' 18" NB, 6° 27' 1" OL  | 1859/Wikinr.188 | Voormalig postkantoor                   |
| Monument/fontein                        |          |           | Julianaplein bij 8    | Ruurlo | 52° 5' 18" NB, 6° 26' 60" OL | 1859/Wikinr.189 | Monument/fontein                        |
| Boerderij De Ribbert                    |          |           | Kaaldijk 9            | Ruurlo | 52° 4' 39" NB, 6° 27' 3" OL  | 1859/Wikinr.190 | Boerderij De Ribbert                    |
| Boerderij Veldhuis                      |          |           | Kapersweg 13          | Ruurlo | 52° 2' 21" NB, 6° 26' 44" OL | 1859/Wikinr.191 | Boerderij Veldhuis                      |
| Woonhuis                                |          |           | Muldersweg 1          | Ruurlo | 52° 4' 10" NB, 6° 26' 51" OL | 1859/Wikinr.192 | Woonhuis                                |
| Smederij                                |          |           | Palssteeg 2a          | Ruurlo | 52° 4' 34" NB, 6° 28' 8" OL  | 1859/Wikinr.193 | Smederij                                |
| RK begraafplaats bij kerk               |          |           | Stationsstraat        | Ruurlo | 52° 4' 59" NB, 6° 27' 2" OL  | 1859/Wikinr.194 | RK begraafplaats bij kerk               |
| Boerderij Rijkenberg                    |          |           | ’t Rijkenbarg 3       | Ruurlo | 52° 5' 53" NB, 6° 27' 13" OL | 1859/Wikinr.195 | Upload foto                             |
| Woonhuis Tichelman                      |          |           | Tichelmansdijk 1      | Ruurlo | 52° 3' 13" NB, 6° 28' 25" OL | 1859/Wikinr.196 | Woonhuis Tichelman                      |
| Boerderij                               |          |           | Vellerdijk 1-1a       | Ruurlo | 52° 3' 8" NB, 6° 27' 20" OL  | 1859/Wikinr.197 | Boerderij                               |
| Woonhuis Oldenboom                      |          |           | Wiersseweg 45         | Ruurlo | 52° 5' 16" NB, 6° 26' 17" OL | 1859/Wikinr.198 | Woonhuis Oldenboom                      |
| De Wiersse/De Voorzorg                  |          |           | Wiersseweg 55         | Ruurlo | 52° 5' 25" NB, 6° 25' 9" OL  | 1859/Wikinr.199 | De Wiersse/De Voorzorg                  |
| Woonhuis De Visch                       |          |           | Wiersseweg 74         | Ruurlo | 52° 5' 11" NB, 6° 25' 40" OL | 1859/Wikinr.200 | Woonhuis De Visch                       |
| Woonhuis De Kafute                      |          |           | Wildenborchseweg 41   | Ruurlo | 52° 6' 4" NB, 6° 26' 2" OL   | 1859/Wikinr.201 | Woonhuis De Kafute                      |
| Woonhuis Nevelkamp                      |          |           | Wildenborchseweg 50   | Ruurlo | 52° 5' 39" NB, 6° 26' 24" OL | 1859/Wikinr.202 | Woonhuis Nevelkamp                      |

Aalten · 
Apeldoorn · 
Arnhem · 
Barneveld · 
Berkelland · 
Beuningen · 
Bronckhorst · 
Brummen · 
Buren · 
Culemborg · 
Doesburg · 
Doetinchem · 
Druten · 
Duiven · 
Ede · 
Elburg · 
Epe · 
Ermelo · 
Groesbeek · 
Harderwijk · 
Hattem · 
Heerde · 
Heumen · 
Lingewaard · 
Lochem · 
Maasdriel · 
Montferland · 
Neder-Betuwe · 
Nijkerk · 
Nijmegen · 
Nunspeet · 
Oldebroek · 
Oost Gelre · 
Oude IJsselstreek · 
Overbetuwe · 
Putten · 
Renkum · 
Rheden · 
Rozendaal · 
Scherpenzeel · 
Tiel · 
Ubbergen · 
Voorst · 
Wageningen · 
West Betuwe · 
West Maas en Waal · 
Westervoort · 
Wijchen · 
Winterswijk · 
Zaltbommel · 
Zevenaar · 
Zutphen